# Roger Carel
Roger Bancharel (París, 14 de agosto de 1927-Aigre, 11 de septiembre de 2020), conocido como Roger Carel, fue un actor y un actor de doblaje francés que puso la voz en francés de los personajes de Astérix, C3PO en Star Wars (entre 1977 y 2005) la serpiente Kaa del Libro de la selva y de Winnie the Pooh.
Fue actor de teatro, radio, y cine. Como actor de doblaje puso voz tanto a personajes de televisión como de cine. Realizó el doblaje de David Suchet como Hércules Poirot en Agatha Christie's Poirot. Solía hacer doblaje de El Lagarto Juancho, Mickey Mouse, Benny Hill y Woody Woodpecker todos en la versión en francés. Fue uno de los actores de doblaje de mayor relevancia en Francia.

## Biografía
Nació el 14 de agosto de 1927 en París. Se educó en el internado Saint-Nicolas en Issy-les-Moulineaux, situado en el departamento Altos del Sena. Dada la estricta educación del internado, desarrolló habilidades como cómico imitando a sus profesores. En sus inicios se inclinó hacia el sacerdocio e ingresó en un seminario del que luego salió sin completar los estudios. Siguió los pasos de su padre e ingresó en la Escuela de Electricidad, en la que solo permaneció unos pocos meses.

### Teatro
A través de un familiar se acercó al mundo del teatro de la mano de Jean Marchat, codirector del parisino teatro Mathurins. Alentado por Marchat se matriculó en un curso de Andrée Bauer-Thérond para aprender interpretación teatral, aprendió junto a Michel Piccoli y Anouk Aimée. En 1950 debutó actuando en la versión de teatro La dama de las camelias. A partir de entonces fue de gira en la representación de Le Petit Café por diferentes zonas del norte de África y se incorporó en la compañía Gernier-Hussenot, donde permaneció siete años. Su voz modulada y con diferentes registros en el teatro le llevó más tarde a ser actor de doblaje.

### Cabaret, cine y televisión
Hacia 1952 le surgieron los primeros contratos para interpretar en el cine, entre las películas en las que actuó se encuentran Le Vieil Homme et l'Enfant (1967) dirigida por Claude Berri o Elle cause plus… elle flingue (1972) película del guionista y director Michael Audiard. Trabajos que compaginó con el teatro y el cabaret. En 1959 había actuado en más de mil ocasiones en el Teatro de Michodière de París. Para la televisión francesa en la década de 1970 participó en la serie Arsène Lupin donde interpretó el papel del comisionado Guerchard.

### Actor de doblaje
Su faceta más conocida fue la de actor de voz, dobló a reconocidos personajes de ficción tanto en el cine como en series de televisión. Entre otros la conocida rana Kermit del The Muppet Show (1977-1981), personajes de animación como Mr. Magoo o al profesor Horace Slughorn de la saga de Harry Potter. En el cine fue la voz en francés a Peter Ustinov, Jack Lemon y fue elegido por Charlie Chaplin cuando realizó de nuevo el doblaje de El Gran Dictador. También dio la voz a los personajes de animación de Jerry Lewis, Peter Sellers  y al extraterrestre ALF.
Debido a su voz modulada y con diferentes registros y capaz de interpretar diferentes acentos, en 1954 finalizada la interpretación de Responsabilité limitée en Teatro Fontaine un espectador le ofreció ser actor de doblaje en La Belle de Moscow un musical de Rouben Mamoulian. Tras este primer acercamiento al doblaje fue contratado por Disney. Con la compañía estadounidense dio voz en el doblaje en francés a más de cuarenta personajes de animación. En 1967 fue la voz de Astérix guiado por Goscinny, hasta 2013.

## Fallecimiento
Falleció el 11 de septiembre de 2020 en Aigre, sin embargo la noticia no fue difundida hasta una semana después por deseo de su familia. Fue enterrado en el panteón familiar en el cementerio de Villejesus, en el departamento de Charente, el 17 de septiembre de 2020.

## Premios
- 2012: Premio Henri-Langlois en la categoría de doblaje.[3]